# Новопавловское городское поселение
Новопавловское городско́е поселе́ние — муниципальное образование в Петровск-Забайкальском районе Забайкальского края Российской Федерации.
Административный центр — пгт Новопавловка.

## История
Статус и границы городского поселения установлены Законом Читинской области от 19 мая 2004 года «Об установлении границ, наименований вновь образованных муниципальных образований и наделении их статусом сельского, городского поселения в Читинской области».
Закон Забайкальского края от 25 декабря 2013 года № 922-ЗЗК «О преобразовании и создании некоторых населенных пунктов Забайкальского края»:

## Население
| 2009  | 2010  | 2011  | 2012  | 2013  | 2014  | 2015  |
| ----- | ----- | ----- | ----- | ----- | ----- | ----- |
| 4048  | ↘3941 | ↘3920 | ↘3871 | ↘3815 | ↘3782 | ↘3759 |
| 2016  | 2017  | 2018  | 2019  | 2020  | 2021  |       |
| ↘3716 | ↘3681 | ↘3618 | ↘3585 | ↘3533 | ↘3166 |       |

## Состав городского поселения
| № | Населённый пункт | Тип населённого пункта      | Население |
| - | ---------------- | --------------------------- | --------- |
| 1 | Новопавловка     | пгт, административный центр | ↘2836     |
| 2 | Новопавловское   | село                        |           |